# Filbert Bayi
Filbert Bayi (Karatu, região de Arusha, 23 de junho de 1953) é um antigo atleta tanzaniano, especialista em provas de meio-fundo, com ou sem obstáculos. Alcançou especial notoriedade quando obteve a medalha de prata na prova de 3000 metros com obstáculos nos Jogos Olímpicos de Moscovo em 1980. Foi recordista mundial dos 1500 metros entre 1975 e 1979 e da prova da milha entre maio e agosto de 1975.
Apesar de obtidos em 1974 e 1980, respectivamente, os seus recordes pessoais de 1500 e 3000 m obstáculos ainda hoje permanecem com recordes nacionais da Tanzânia.
Após retirar-se das competições, Bayi tem-se dedicado à implementação de obras de cariz social e ao apoio ao desporto no seu país natal.

## Melhores marcas pessoais
| Prova                  | Data                   | Local                       | Tempo   |
| ---------------------- | ---------------------- | --------------------------- | ------- |
| 800 metros             | 29 de janeiro de 1974  | Christchurch, Nova Zelândia | 1:45.32 |
| 1000 metros            | 8 de maio de 1984      | Formia, Itália              | 2:18.1  |
| 1500 metros            | 2 de fevereiro de 1974 | Christchurch, Nova Zelândia | 3:32.16 |
| milha                  | 17 de maio de 1975     | Kingston, Jamaica           | 3:51.0  |
| 2000 metros            | 17 de setembro de 1978 | Schaan, Liechtenstein       | 4:59.21 |
| 3000 metros            | 1 de julho de 1978     | Oslo, Noruega               | 7:39.27 |
| 3000 metros obstáculos | 31 de julho de 1980    | Moscovo, União Soviética    | 8:12.48 |